# Lepidoscia niphospila
Lepidoscia niphospila is een vlinder uit de familie van de zakjesdragers (Psychidae). De wetenschappelijke naam van deze soort is voor het eerst voorgesteld als Narycia niphospila door Alfred Jefferis Turner in een publicatie uit 1923.
De soort komt voor in Australië (Queensland).